# Sphacelotheca macrospora
Sphacelotheca macrospora är en svampart som beskrevs av W.Y. Yen & C.S. Wang 1955. Sphacelotheca macrospora ingår i släktet Sphacelotheca och familjen Microbotryaceae.   Inga underarter finns listade i Catalogue of Life.